# Life As We Know It (televisieserie)
Life As We Know It is een televisieserie die in het 2004-2005 werd uitgezonden door ABC. De serie, die overigens gebaseerd is op het boek Doing It, werd bedacht door Gabe Sachs en Jeff Juden.
Life As We Know It werd na 11 afleveringen niet meer uitgezonden op de televisie in Amerika. Echter, er zijn 13 afleveringen gemaakt. De twee afleveringen die nooit zijn uitgezonden, zijn wel te zien op de dvd, die in de Verenigde Staten werd uitgebracht op 23 augustus 2005.

## Verhaal
Dino Whitman, een ijshockeyspeler, heeft een moeilijke relatie met zijn vriendin Jackie Bradford, een voetbalspeelster. Sue Miller, een fanatieke en academische sportster, is haar beste vriendin. Dino's twee goede vrienden zijn Ben Connor en Jonathan Fields. Ben heeft een affaire met zijn lerares Monica terwijl Jonathan moeite heeft met zijn relatie met Deborah Tynan. Dit wordt versterkt door Deborahs moeder Mia.

## Rolverdeling
| Acteur            | Personage       |
| ----------------- | --------------- |
| Sean Faris        | Dino Whitman    |
| Jon Foster        | Ben Connor      |
| Chris Lowell      | Jonathan Fields |
| Missy Peregrym    | Jackie Bradford |
| Jessica Lucas     | Sue Miller      |
| Kelly Osbourne    | Deborah Tynan   |
| Lisa Darr         | Annie Whitman   |
| D.B. Sweeney      | Michael Whitman |
| Marguerite Moreau | Monica Young    |

## Afleveringen
| Aflevering | Titel                                | Uitzendingsdatum (VS) |
| ---------- | ------------------------------------ | --------------------- |
| 1          | Pilot                                | 7 oktober 2004        |
| 2          | Pilot Junior                         | 14 oktober 2004       |
| 3          | The Best Laid Plans                  | 21 oktober 2004       |
| 4          | Partly Cloudy, Chance of Sex         | 28 oktober 2004       |
| 5          | Secrets & Lies                       | 4 november 2004       |
| 6          | Natural Disasters                    | 2 december 2004       |
| 7          | With a Kiss, I Die                   | 9 december 2004       |
| 8          | Family Hard-ships                    | 16 december 2004      |
| 9          | A Little Problem                     | 6 januari 2005        |
| 10         | Breaking Away                        | 13 januari 2005       |
| 11         | You Must Be Trippin'                 | 20 januari 2005       |
| 12         | Friends Don't Let Friends Drive Junk | Niet uitgezonden      |
| 13         | Papa Wheelie                         | Niet uitgezonden      |